# María Bjerg
María Bjerg (1962) es una historiadora argentina. Se desempeña como investigadora del Consejo Nacional de Investigaciones Científicas y Técnicas (CONICET). Es docente en la Universidad Nacional de Quilmes, integra el Centro de Estudios de Historia, Cultura y Memoria de la misma institución y es académica correspondiente de la Academia Nacional de la Historia de la República Argentina.
Obtuvo un doctorado en la Universidad de Buenos Aires y realizó estudios postdoctorales en la Universidad de Chicago. Ha sido investigadora visitante en las universidades de Uppsala y California (Berkeley) y en el Center for the History of Emotions del Max Planck Institute for Human Development  y profesora invitada en la Universidad de Oslo y en la Universidad Alberto Hurtado. En el año 2000 obtuvo una Beca Fulbright,  en 2001 fue ganadora del Throne/Aldrich Award de The State Historical Society of Iowa, en 2017 fue beneficiada con una beca del German Academic Exchange Service(DAAD) y en 2022 su libro Emotions and Migration in Argentina at the Turn of the 20th century obtuvo la Mención de Honor The Victor Villaseñor Best Latino Focused Nonfiction Book Award – English (24th International Latino Book Awards).  

## Publicaciones
- Entre Sofie y Tovelille - Una historia de los inmigrantes daneses en la Argentina: 1848-1930 (1ª edición). Biblos. 2001. ISBN 978-950-786-275-5.
- El Mundo de Dorothea. La vida en un pueblo de la frontera de Buenos Aires en el siglo XIX (1ª edición). Imago Mundi. 2004. ISBN 978-950-793-023-2.
- Historias de la inmigración en la Argentina (1ª edición). Edhasa. 2009. ISBN 978-987-628-060-0.
- El viaje de los niños - Inmigración y Memoria en la Argentina de la Segunda Postguerra (1ª edición). Edhasa. 2012. ISBN 978-987-628-226-0.
- Lazos Rotos. La Inmigración, el Matrimonio y las Emociones en la Argentina entre los siglos XIX y XX, Editorial UNQ, 2019.
- Emotions and Migration in Argentina at the Turn of the 20th Century, Bloomsbury, 2021. ISBN 9781350193949.

- Datos: Q6003444

isbn 978-987-558-590-4